# Митрофания (Розен)
Игу́менья Митрофа́ния, в миру баронесса Праско́вья Григо́рьевна Ро́зен (15 ноября 1825, Москва — 12 августа 1899, Москва) — деятель Русской православной церкви, устроитель общин сестёр милосердия в Санкт-Петербурге, Пскове и Москве. Баронесса Розен ушла в монастырь в 26 лет и спустя девять лет возглавила Введенский Владычный монастырь в Серпухове. В период игуменства Митрофании (1861—1874) монастырь расцвёл, а сама Митрофания стала влиятельной и почитаемой фигурой московского духовенства. В 1873 году Митрофания была обвинена в попытках мошеннически завладеть чужим имуществом. Прямого личного интереса Митрофании следствие не нашло: похищенное предназначались на поддержку монастыря и общины. В 1874 году суд присяжных признал Митрофанию виновной по основным эпизодам дела и приговорил её к четырнадцатилетней ссылке в Енисейскую губернию. На деле наказание свелось к «ссылке» в монастыри Ставрополья, Полтавщины и Нижегородской губернии. В конце жизни Митрофания невозбранно покидала страну и подолгу жила в Иерусалиме.
Дело Митрофании стало «одним из самых выдающихся процессов первой эпохи нового суда» и широко обсуждалось в печати всех направлений. Под впечатлением и по мотивам процесса А. Н. Островский написал пьесу «Волки и овцы». Дело и личность Митрофании упоминаются в работах Н. А. Некрасова и М. Е. Салтыкова-Щедрина.

## Восхождение
Прасковья (Параскева) Розен — дочь генерала, героя Отечественной войны барона Григория Владимировича Розена и Елизаветы Дмитриевны, в девичестве графини Зубовой. Со стороны матери, в роду были представители князей Вяземских и Трубецких, со стороны отца — Раевские. В двадцатые годы семья кочевала вслед за отцом, получавшим разные назначения. В 1831—1837 годах жила в Тифлисе, где он командовал Кавказским корпусом. Ещё маленьким ребёнком Прасковья бывала при дворе Николая I. Она получила хорошее домашнее образование: Закону Божиему её обучал ректор Тифлисской духовной семинарии архимандрит Сергий, рисунку — И. К. Айвазовский.
В конце 1837 года Николай I отстранил Г. В. Розена от командования корпусом и перевёл на малозначимую должность в Москву. Семья переехала в Петровский путевой дворец. В 1839 году барона Розена свалил паралич, после которого он прожил ещё четыре года. Николай I оплатил долги покойного и назначил восемнадцатилетнюю Прасковью фрейлиной при дворе императрицы. Ещё в 1838 году Прасковья познакомилась с митрополитом Филаретом, а в поездках в Воронеж — с архиепископом Антонием. Во второй половине 1840-х годов Прасковья, религиозная с детства, пережила череду смертей близких и склонилась к уходу в монастырь. В 1852 году она оставила двор и по благословению митрополита Филарета и с разрешения Николая I поступила послушницей в московский Алексеевский монастырь.
В монастыре Прасковья (ещё не Митрофания) занималась иконописью в собственной мастерской, устроенной «царской милостью». В сентябре 1854 года она прошла обряд облачения в рясофор и приняла монашеское имя Митрофании в память Митрофана, патриарха Константинопольского. В 1857 году Филарет перевёл Митрофанию из Алексеевского монастыря в Серпуховский Владычный монастырь. В том же году Митрофания получила наследство, которое обратила на расширение монастыря и благотворительность. 12 июня 1861 Митрофания приняла постриг в ангельский монашеский чин, 2 августа 1861 года Филарет возвёл её в сан игуменьи, и спустя несколько дней Митрофания приняла в свои руки Владычный монастырь.
В последующее десятилетие Митрофания проявила себя энергичным и влиятельным руководителем обители. Помимо личных организаторских талантов, она умело использовала и продолжающееся покровительство со стороны Филарета и его преемника Иннокентия. При ней были заново выстроены жилые корпуса, гостиницы и подворья в Серпухове и расширено московское подворье на Яузе. По указаниям Александры Петровны и Филарета Митрофания приняла на себя фактическое руководство первыми российскими общинами сестёр милосердия. С 1866 года Митрофания — начальница Петербургской общины, с 1868 — начальница Псковской губернской общины. C 1869 года по поручению Марии Александровны Митрофания создавала крупнейшую в стране общину сестёр в Москве, на Яузе, рядом с древней церковью Покрова в Рубцове (московская община была официально учреждена 21 апреля 1870 по образцу Псковской общины).

Наружность Митрофании была, если можно так выразиться, совершенно ординарной. Ни её высокая и грузная фигура, ни крупные черты её лица, с пухлыми щеками, обрамленными монашеским убором, не представляли ничего останавливающего на себе внимания; но в серо-голубых на выкате глазах её под сдвинутыми бровями светились большой ум и решительность…
Личность игуменьи Митрофании была совсем незаурядная. Это была женщина обширного ума, чисто мужского и делового склада, во многих отношениях шедшего вразрез с традиционными и рутинными взглядами, господствовавшими в той среде, в узких рамках которой ей приходилось вращаться. Эта широта воззрений на свои задачи в связи со смелым полетом мысли, удивительной энергией и настойчивостью не могла не влиять на окружающих и не создавать среди них людей, послушных Митрофании и становившихся, незаметно для себя, слепыми орудиями её воли…
— А. Ф. Кони. Игуменья Митрофания.

## Дело Митрофании

### Кризис
В 1870 году Митрофания приступила к своему крупнейшему строительному проекту — постройке здания Владычне-Покровской общины в Москве. По мнению А. Ф. Кони, к тому времени Митрофания была «влиятельной и поставленной в исключительные условия особой духовного звания», но финансовое положение её монастыря неуклонно ухудшалось. Игуменья вкладывала монастырские средства в многочисленные коммерческие предприятия, которые не имели успеха, а продолжающиеся строительные и благотворительные проекты требовали всё больших денег.
Игуменья искала деньги в среде обеспеченных московских благотворителей, соревнуясь с множеством других духовных и гражданских просителей. Найденные законные источники, по мнению Кони, вскоре иссякли, что предвещало неминуемое сворачивание деловой и благотворительной активности монастыря и подчинённых ему общин. «С упадком обители, конечно, бледнела и роль необычной и занимающей особо влиятельное положение настоятельницы. Со всем этим не могла помириться гордая и творческая душа Митрофании…» Решение, найденное ею — фабрикация подложных векселей от имени обеспеченных лиц, попавших в безвыходное положение — привело Митрофанию на скамью подсудимых.

### Арест
25 января 1873 года в петербургской банкирской конторе Чебарова был арестован еврей Бейлин, пытавшийся дисконтировать подложные векселя петербургского купца Д. Н. Лебедева, удостоверенные Митрофанией. Предъявленные Лебедевым доказательства подлога были бесспорными, и прокурор петербургского окружного суда А. Ф. Кони возбудил уголовное дело. Следствие поручили Н. Ф. Русинову. Святейший Синод поручил московской консистории возбудить собственное следствие, но консистория «не нашла улик» для преследования игумении. Позже консистория полностью оправдала Митрофанию и потребовала привлечь к ответственности пострадавшего — Лебедева.
Митрофания и её союзница Валерия, игуменья Страстного монастыря, самостоятельно приехали в Петербург на допросы. При обсуждении меры пресечения Митрофания резко протестовала против поселения её в петербургский монастырь: «Быть под началом другой игуменьи — для меня ужасно! … тюрьма будет гораздо лучше!» Поэтому Русинов определил подозреваемую под домашний арест в гостинице под гласным, но скрытным полицейским надзором. Со стороны казалось, что Митрофания по-прежнему свободна.
В те времена, по мнению Кони, «исполнение служебного долга, „невзирая на лица“, одинаково понималось всеми судебными деятелями от министра юстиции до судебного следователя включительно». Прокуроры и следователи работали, не опасаясь административного давления внутри правоохранительной системы. Публичное противодействие высшего духовенства, во главе с митрополитом Иннокентием, было плохо организовано и апеллировало к чувствам простых православных, но не судов. Голос оппозиции, архимандрит Андроникова монастыря Модест, утверждал, что «Англия — государство не христианское», что проведение экспертизы в православный праздник делает её незаконной, и что все эти новые суды вообще — «соблазн хуже театра». Более опасным оказалось тайное противодействие за стенами Страстного монастыря. По указаниям Митрофании её союзницы активно обрабатывали свидетелей и фабриковали фальшивые документы в защиту обвиняемой. Следователи посадили Митрофанию под реальный арест в Сущёвской полицейской части (Москва), но и там Митрофания продолжала переписываться со своими подручными.

### Обвинение
Следствие развивалось как снежный ком — к обвинению по делу Лебедева добавились два других дела, за которыми стояли на порядок бо́льшие деньги и талант адвоката потерпевших, Ф. Н. Плевако. Всего, согласно обвинительному акту, Митрофании вменялось в вину:
- Дело Медынцевой. В начале 1870 года московская[20] богачка[21] и алкоголичка[22] Прасковья Ильинична Медынцева была признана недееспособной, а её имущество отдано в опеку независимым поверенным. В мае 1870 года Медынцева обратилась к Митрофании с мольбой о помощи в снятии опеки[23]. Митрофания поселила Медынцеву у себя и полностью подчинила её своему влиянию. Вначале Митрофания планировала организовать «раздел имущества» между Медынцевой и её сыном, при котором бо́льшая часть добра перешла бы к монастырю. Эта афера была сорвана сиротским судом. Затем Митрофания пошла на простой подлог, уговорив Медынцеву расписаться на чистых листах. На эти листы были вписаны долговые расписки на общую сумму в 237 тысяч рублей. В дело были также вовлечены пятеро сообщников Митрофании на процессе 1874 года и не привлекавшиеся к ответственности монахини и послушницы из Серпухова и Москвы. Скупщик заведомо поддельных векселей, Сушкин, скончался до начала процесса[24]. Митрофания присвоила даже личные вещи Медынцевой: по словам прокурора К. Н. Жукова, «всё, что ни попадало в руки игуменьи, назад уже не возвращалось»[25].
- Дело Солодовникова. В апреле 1873 года купцу Василию Солодовникову были предъявлены к взысканию долговые расписки его покойного брата Михаила, скопца-миллионщика[26], умершего в заключении в октябре 1871[27]. Василий Солодовников привлёк к защите своих интересов Ф. Н. Плевако. Всего был выявлен 121 вексель Михаила Солодовникова на сумму в полтора миллиона[28] рублей[29]. По утверждениям Митрофании, векселя фактически представляли собой добровольное пожертвование покойного, которое тот якобы желал сохранить в тайне от своих наследников. Экспертиза установила, что на всех документах подпись Солодовникова была подделана «силами» Митрофании, Махалина и компании[30].
- Дело Лебедева, c которого началось следствие, свелось к установлению подлинности четырёх векселей на сумму в 18 888 рублей. Привлечённые к делу эксперты постановили, что подписи Лебедева и Макарова на всех векселях были подделаны. Митрофания так же, как и в деле Солодовникова, утверждала, что расписки Лебедева были подлинными и представляли собой пожертвования. Лебедев действительно помогал общине милосердия, но не деньгами, а материалами[31].

Кроме того, были признаны потерпевшими добросовестные подрядчики монастыря и общин милосердия, с которыми Митрофания расплачивалась поддельными векселями.

### Суд
Дело Митрофании и её подручных Богданова, Махалина, Макарова, Красных и Трахтенберга слушалось с 5 по 19 октября 1874 года в Московском окружном суде под председательством П. А. Дейера. Публичная травля Митрофании привела к тому, что видные адвокаты отказались защищать её, и в суде Митрофанию представляли менее известные С. С. Шайкевич и С. В. Щелкан. Потерпевших представляли знаменитости — Ф. Н. Плевако и А. В. Лохвицкий. В. М. Пржевальский защищал сообщника Митрофании купца Махалина. Синод поддерживал Митрофанию морально — по его указу в дни суда московские церкви ежедневно служили молебны «о даровании игумении Митрофании силы перенести ниспосланное ей испытание».
В ходе следствия и суда Митрофания неоднократно меняла собственные показания и в итоге не признала себя виновной по всем трём делам. Перед присяжными, согласно заключительной речи прокурора К. Н. Жукова, «прошла пёстрая толпа свидетелей, начиная с монашествующих лиц и кончая мелкими факторами, дисконтёрами и евреями. Над всей этой толпой царит фигура женщины, ярче всех обрисованной, в монашеском одеянии, заправляющей всем». Свидетели, связанные прежде с Митрофанией, отказывались от прежних показаний — по мнению прокурора, «источник этого изменения был совершенно ясен»: организованная поддержка со стороны духовенства, в особенности Страстного монастыря. Прокурор, в свою очередь, настаивал на безнравственности самого образа жизни Митрофании, косвенно обвиняя монастырское духовенство в целом: «закон воспрещает монахиням производить какую бы то ни было торговлю, кроме рукоделия, а она торгует векселями, лесом, сукном, мясом, оружием — словом, сознательно не подчиняется закону. Она приучает своих послушниц к вексельным оборотам … Вся её деятельность проходит среди Макаровых, Либерманов, Эпштейнов, Фриденсонов». Откровенно антисемитские пассажи с другими наборами фамилий дважды произнёс и Плевако. Адвокаты Митрофании отрицали сам факт подлога, обвиняя либо самих пострадавших (Лебедева), либо дельцов из окружения Митрофании.
После четырёхчасового совещания присяжные признали Митрофанию виновной по основным пунктам обвинения, но при этом также заслуживающей снисхождения по всем пунктам. Суд постановил: «лишив <Митрофанию> всех лично и по состоянию ей присвоенных прав и преимуществ, сослать в Енисейскую губернию с запрещением выезда в течение трёх лет из места ссылки и в течение 11 лет в другие губернии, остальных подсудимых считать по суду оправданными».

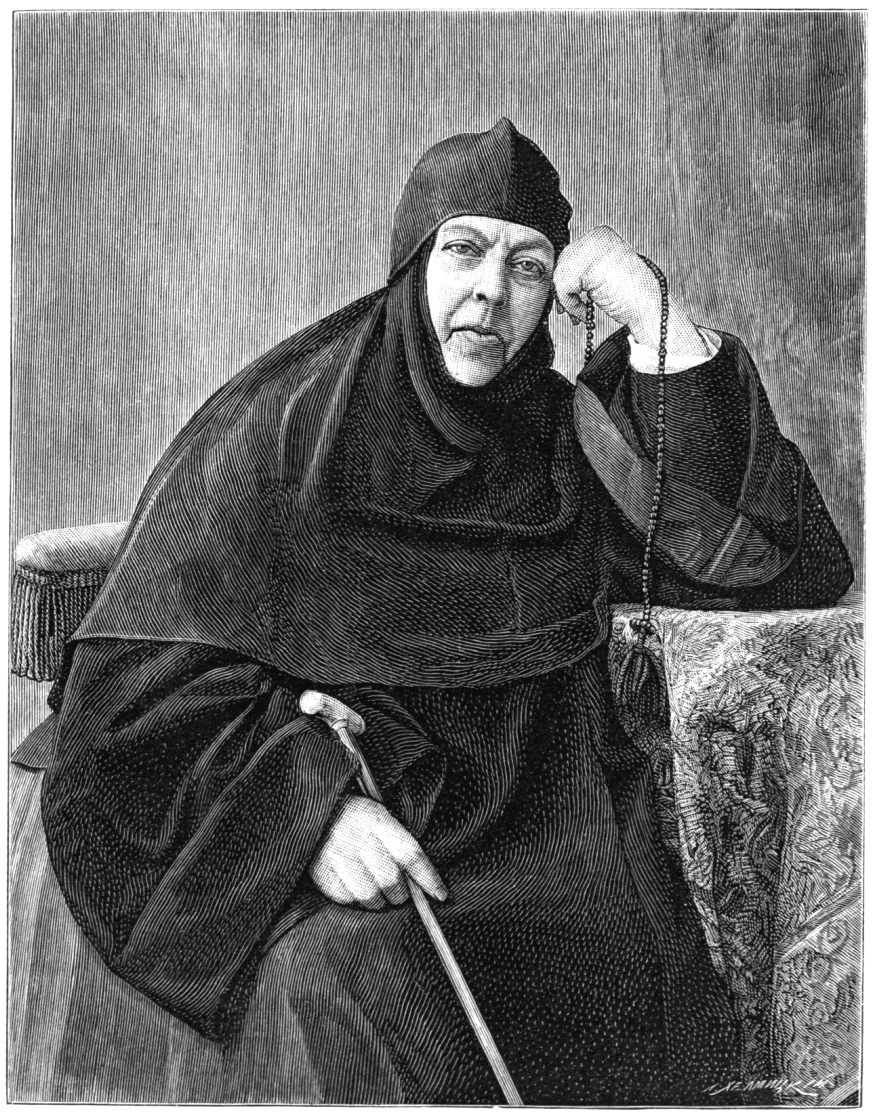
Портрет игуменьи Митрофании

## Жизнь после суда
В Сибирь Митрофании ехать не пришлось: её заступники добились смягчения приговора на высылку в Иоанно-Мариинский монастырь в Ставрополе. В последующие два десятилетия она проживала в Ладинском монастыре (Полтавская губерния), Дальне-Давыдовском монастыре (Нижегородская губерния), Усманском монастыре (Тамбовская губерния). Лучше всего она чувствовала себя в Балашовском Покровском монастыре, где мечтала быть похороненной. «Два самых счастливых года из трех последних лет её земного пути» прошли в Иерусалиме. Митрофания вернулась к искусству, создав для Балашовского монастыря копию Распятия.
Митрофания умерла 12 августа 1899 в московском доме своей сестры Софьи (по мужу Аладьиной). 16 августа её похоронили с почестями рядом с церковью Покрова Пресвятой Богородицы в Покровском (Рубцове), напротив алтаря. Воспоминания игумении Митрофании были изданы в 1902 году в журнале «Русской старине» и переизданы отдельной книгой в 2009 году.

## Митрофания в литературе

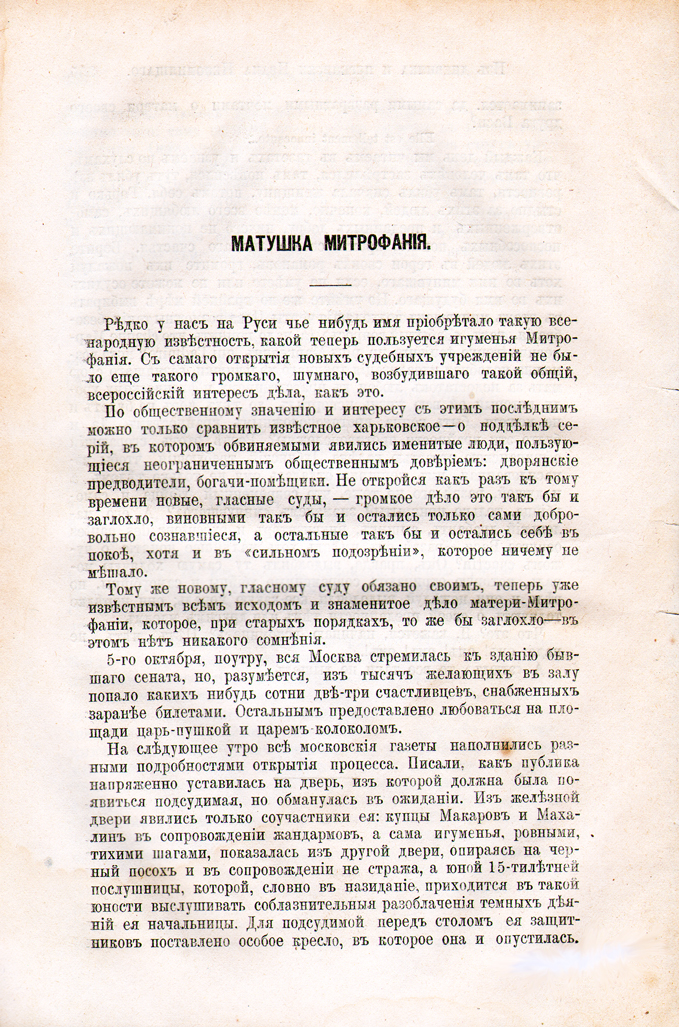
Монастырская коррупция особенно горячо обсуждалась в радикальной журналистике.
Н. А. Демерт, Отечественные записки, 1874, № 11.

Широкое обсуждение дела Митрофании в прессе отразилось и в художественной литературе. В «Дневнике провинциала» М. Е. Салтыкова-Щедрина «психиатр» и «пациент» (рассказчик) обсуждают некоего адвоката Нескладина, якобы помешанного, и одним из доказательств его безумства представляется то, что «он ропщет на игуменью Митрофанию, зачем она не пригласила его в защитники по делу с наследниками скопца Солодовникова». Пациент недоумевает: «Кто разберет по косточкам иск игуменьи Митрофании с наследниками скопца Солодовникова? Кто скажет: с одной стороны, игуменья Митрофания не права, хотя, с другой стороны, она несомненно права? Кто к сему присовокупит: с одной стороны, суду предстояло определить, хотя, с другой стороны, ему ничего определить не предстояло?» Обсуждали Митрофанию и персонажи щедринской повести «В среде умеренности и аккуратности».
В романе А. Ф. Писемского «Мещане» Митрофания упоминается как имя нарицательное: «у нас везде матери Митрофании: какое дело ни копни, — мать Митрофания номер первый, мать Митрофания номер второй и третий!». В поэме Н. А. Некрасова «Современники» трактирные завсегдатаи возмущаются «демократическим» подходом власти, поставившей благородную игуменью вровень с простолюдинами:

Теперь не в моде уважать
По капиталу, чину, званью…
Как?! под арестом содержать
Игуменью, честную Митрофанью?
— Н. А. Некрасов. Современники, песнь 10-я.
А. Н. Островский, увлечённый публичным судом над Митрофанией, написал под впечатлением тех событий сатирическую комедию «Волки и овцы». Замысел пьесы оформился уже в октябре 1874 года, но из-за болезни Островский приступил к работе лишь весной 1875 года. Название пьесы, вероятно, было подсказано речью Плевако, в которой Митрофания была названа «волком в овечьей шкуре». Реальная игуменья из высшего света стала в пьесе провинциальной дворянкой (Мурзавецкая), «взращённой крепостничеством и прекрасно уживающейся с новыми пореформенными условиями жизни». По мнению А. И. Журавлёвой, «несомненно существующую связь не следует, однако, понимать упрощенно и видеть в Митрофании чуть ли не прямой прототип Мурзавецкой. На самом деле можно говорить лишь о том, что Островский создал пьесу под впечатлением процесса и его обсуждения в печати».
Борис Акунин называет неуёмную игуменью основным прототипом «великой благотворительницы» леди Эстер в романе «Азазель», которая ради высокой цели спасения человечества не погнушалась преступить закон.